# Borys Taschtschy
Borys Boryssowytsch Taschtschy (ukrainisch Борис Борисович Тащи; * 26. Juli 1993 in Odessa) ist ein ukrainischer Fußballspieler, der auch die bulgarische Staatsbürgerschaft besitzt. Er wird im offensiven Mittelfeld und im Sturm eingesetzt und steht seit Juli 2022 beim Drittligisten FC Erzgebirge Aue unter Vertrag.

## Karriere

### Verein
Taschtschy wurde in der Jugend bei Tschornomorez Odessa ausgebildet. In der Saison 2010/11 steuerte er bei 23 Einsätzen in der Perscha Liha fünf Treffer zum Aufstieg von in die erstklassige Premjer-Liha bei. Im August 2011 wechselte er zum FK Dynamo Moskau und kehrte für die Spielzeit 2012/13 auf Leihbasis zu Tschornomorez Odessa zurück. Zur Saison 2013/14 wurde er an den FC Hoverla-Zakarpattya Uschhorod verliehen. Nach seiner Rückkehr wurde Taschtschys Vertrag mit Dynamo Moskau aufgelöst.
Am 9. Oktober 2014 wechselte Taschtschy zur zweiten Mannschaft des VfB Stuttgart. Für die Erstligamannschaft des VfB gab er am 29. November 2015 im Spiel gegen Borussia Dortmund am 14. Spieltag der Saison 2015/16 sein Debüt in der Bundesliga. Er unterzeichnete beim Bundesligateam der Stuttgarter am 11. Februar 2016 einen bis 2018 datierten Lizenzspielervertrag.
Am 22. Februar 2017 wurde Taschtschy bis zum Saisonende an den FC Zbrojovka Brünn verliehen. Am 4. Juli 2017 wurde sein Vertrag mit dem VfB aufgelöst. An demselben Tag schloss er sich dem Zweitligaaufsteiger MSV Duisburg an. 
Nach dem Abstieg des MSV in die 3. Liga wurde der Vertrag des Stürmers im Frühjahr 2019 nicht mehr verlängert und er verblieb in der 2. Liga, als er beim FC St. Pauli einen Dreijahresvertrag unterschrieb. Mitte Januar 2021 einigte er sich mit dem Verein auf eine Vertragsauflösung.
Im März 2021 wechselte Taschtschy daraufhin nach Südkorea und schloss sich dem dortigen Erstligisten Pohang Steelers an.
Nachdem er ab Januar 2022 zunächst vereinslos geworden war, schloss er sich im Juli 2022 dem Drittligisten FC Erzgebirge Aue an.

### Nationalmannschaft
Am 18. August 2008 debütierte Taschtschy für die U16-Nationalmannschaft der Ukraine gegen Moldawien. Für das ukrainische U17-Nationalteam war er in der Eliterunde der Qualifikation zur U17-Europameisterschaft 2010 im Einsatz. Taschtschy nahm mit der U19-Nationalelf der Ukraine an der Qualifikation zur U19-Europameisterschaft 2011 teil.